# Ekmul
Ekmul es una localidad situada en el municipio de Tixkokob, en el estado de Yucatán, México. Según el censo de 2020, tiene una población de 2303 habitantes,

## Toponimia
El nombre (Ekmul) significa en idioma maya "estrella sobre el cerro", por provenir de los vocablos ek que significa estrella y mul que significa cerro o peñasco.

## Localización
Ekmul se encuentra aproximadamente a 27 kilómetros al este de la ciudad de Mérida, capital del estado, y 10 km al sureste de Tixkokob

## Datos históricos
La localidad está enclavada en el territorio que fue la jurisdicción de los Ceh Pech antes de la conquista de Yucatán.

## Demografía
Según el censo de 2020 realizado por el INEGI, la población de la localidad es de 2303 habitantes, de los cuales 1130 son hombres y 1173 son mujeres.
| 219                         | 257 | 459 | 445 | 545 | 683 | 841 | 1064 | 1473 | 1682 | 1819 | 1901 | 2009 | 2303 |
| (Fuente: INEGI [Consultar]) |     |     |     |     |     |     |      |      |      |      |      |      |      |

## Galería

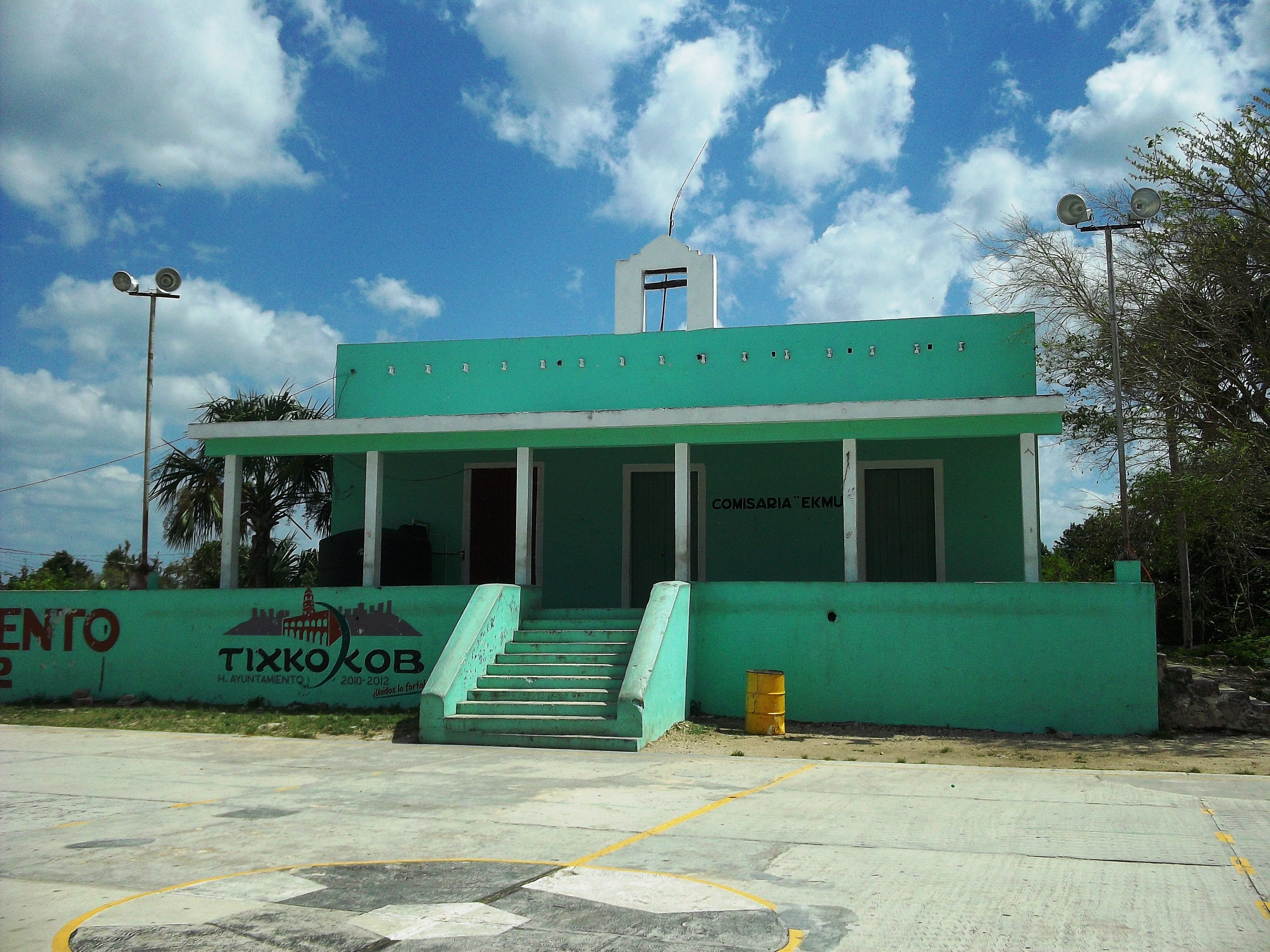
Casa comisarial de Ekmul
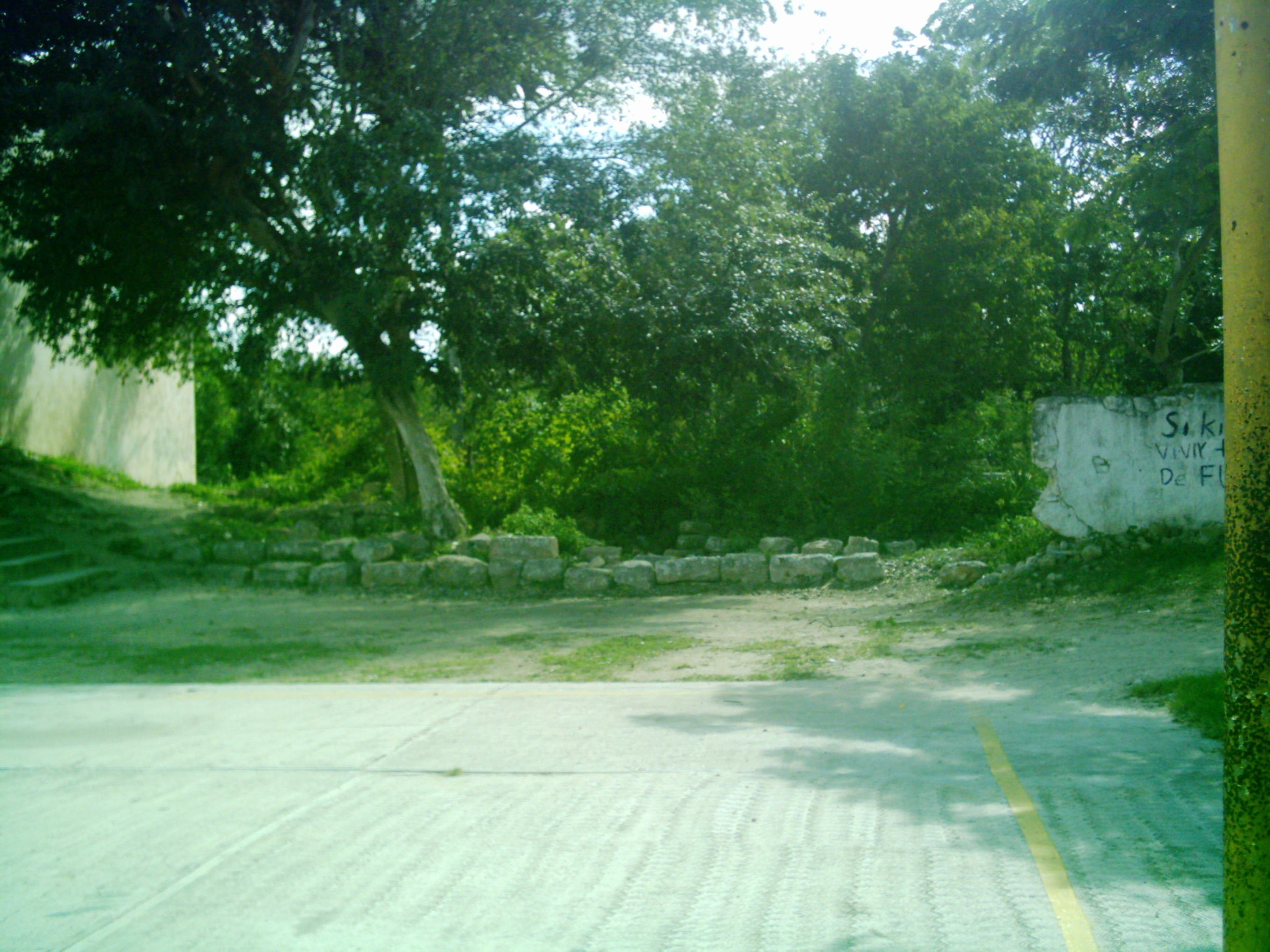
Parque de Ekmul
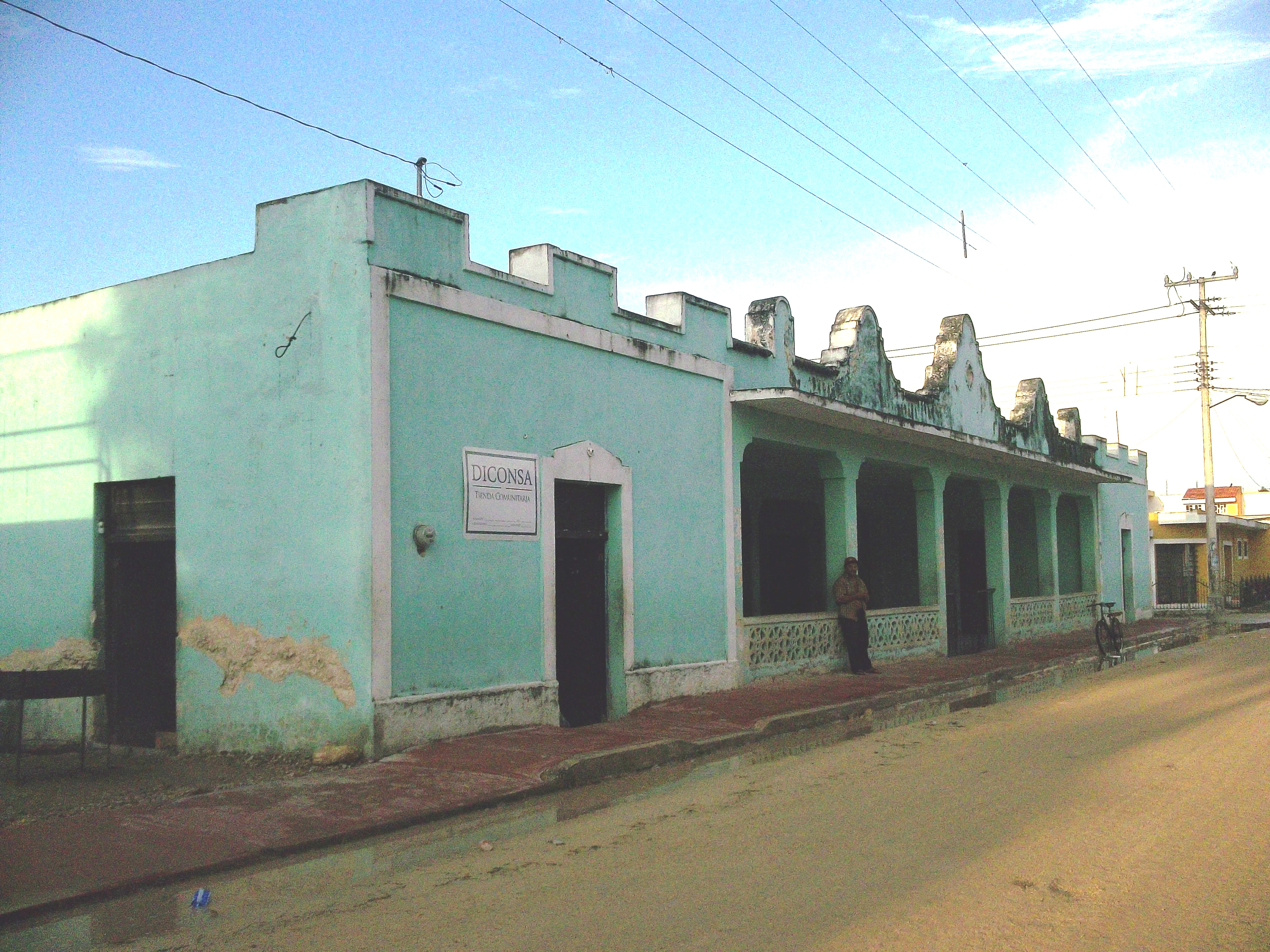
Casa ejidal de Ekmul